# Moinho de Maré do Loural
O Moinho de Maré do Loural é uma estrutura histórica na freguesia de Longueira e Almograve, no Município de Odemira, na região do Alentejo, em Portugal.

## Descrição e história
Consiste num moinho de maré, que funcionava através do movimento das águas, provocado pelos níveis diferentes no leito do rio, de acordo com as marés. Durante as marés altas, as águas ficavam retidas num depósito ou caldeira, que depois era esvaziado por um canal quando estava maré baixa, provocando o movimento da roda motriz. Esta roda era vertical, e era impulsionada pela água apenas na sua parte inferior, configuração que no concelho de Odemira apenas se encontrava numa outra estrutura, o Moinho de Água do Porto da Silva, na freguesia de São Teotónio. Porém, o Moinho do Loural pode ser exemplar único na zona meridional do país, já que em geral os moinhos de maré não utilizam roda vertical, mas uma horizontal, conhecida como rodízio ou rodete.
Além de outros cereais, o moinho também era utilizado no descasque do arroz. Durante as fases de concentração e fiscalização do descasque do arroz por parte do governo central, nas décadas de 1920 e 1930, e principalmente durante a Segunda Guerra Mundial, o Moinho do Loural foi uma das unidades do concelho que operavam de forma ilegal, talvez com a conivência dos agentes da autoridade.
O Moinho do Loural, em conjunto com os da Asneira e das Moitas, formam um conjunto de três moinhos de maré que são um valioso património cultural ligado ao Rio Mira, tendo sido incluídos nos percursos turísticos de barco que ligam Odemira a Vila Nova de Milfontes. Foi considerado como um dos elementos de salvaguarda em termos de património cultural, pelo Decreto Regulamentar n.º 33/95, de 11 de Dezembro, que aprovou o Plano de Ordenamento do Parque Natural do Sudoeste Alentejano e Costa Vicentina.

## Leitura recomendada
- QUARESMA, António Martins (2000). Rio Mira, Moinhos de Maré. Aljezur: Suledita. 89 páginas. Consultado em 20 de Maio de 2022 – via Biblioteca Digital do Alentejo</ref>